# رومئو کالیندا
رومئو کالیندا (انگلیسی: Roméo Calenda؛ زادهٔ ۲۱ اوت ۱۹۷۲) بازیکن فوتبال اهل فرانسه است.
از باشگاه‌هایی که در آن بازی کرده‌است می‌توان به باشگاه فوتبال پاری سن ژرمن اشاره کرد.